# Asilus condecorus
Asilus condecorus là một loài ruồi trong họ Asilidae. Asilus condecorus được Walker miêu tả năm 1861.